# Ned Brooks
Ned Brooks, né le 13 août 1901 et mort le 13 avril 1969, est un journaliste américain. Il a présenté l'émission de télévision politique américaine Meet the Press de 1953 à 1965, étant ainsi celui qui l'a présenté le plus longtemps après Tim Russert.

## Biographie
Ned Brooks entre à l'école de journalisme de l'université de l'Ohio et en sort diplômé en 1924. Il a commencé sa carrière au sein du journal The Youngstown Telegram, pour lequel il a été reporter et rédacteur. Il déménage à Washington, D. C. en 1932 et collabore à plusieurs journaux du groupe de presse Scripps-Howard. Il a notamment été correspondant au Congrès des États-Unis jusqu'en 1947, année au cours de laquelle il rejoint le réseau de télévision et de radiodiffusion NBC.